# San Matíasgolf
De San Matíasgolf (Spaans: Golfo San Matías) is een inham van de Atlantische Oceaan voor de kust van Patagonië in Argentinië. Ze wordt begrensd door de provincie Río Negro in het noorden en westen, en het schiereiland Valdés van de provincie Chubut in het zuiden. Het is een van de grootste golven in de regio Patagonië. De golf is omgeven door plateaus en depressies onder zeeniveau, vergelijkbaar met de golf zelf, maar die momenteel niet door de zee worden overspoeld.
De golf was het onderwerp van wetenschappelijk onderzoek vanwege de ongewoon grote zandgolven en hun beweging.

## Flora en fauna
De lokale visserijsector oogst mogelijk op niet-duurzame wijze de paarse mossel (Amiantis purpurata), de Aequipecten tehuelchus, de gewone mossel (Mytilus edulis) en de Aulacomya atra, evenals de Octopus tehuelchus. De commerciële inktvisoogst van 2003 brak het vorige record van 2001 met meer dan het dubbele van 5.535 ton. Sinds 2014 is deze golf de enige locatie ter wereld waar zwemmen met walvissen (noordkapers) is toegestaan voor toerisme.
De golf ligt in de mariene ecoregio Noord-Patagonische Golven.

## Geologie
De San Matíasgolf heeft een geschiedenis van tektonische oorsprong. Vóór de deglaciatie die volgde op de laatste ijstijd was de San Matíasgolf een droog vlak land onder zeeniveau. Doordat de mondiale deglaciatie doorging na de laatste ijstijd steeg het zeeniveau, zodat 11.000 jaar geleden het huidige zeeniveau de drempel van San Matías overtrof, waardoor het hele bekken onder water kwam te staan. Deze dorpel ligt momenteel 60 meter onder zeeniveau. De golf is herhaaldelijk opgedroogd en overstroomd tijdens respectievelijk de Kwartaire ijstijden en interglaciale perioden.